# Skånsk sköldlav
Skånsk sköldlav (Punctelia reddenda) är en lavart som först beskrevs av Stirt., och fick sitt nu gällande namn av Krog. Skånsk sköldlav ingår i släktet Punctelia och familjen Parmeliaceae.   Inga underarter finns listade i Catalogue of Life.